# Robert Mansergh

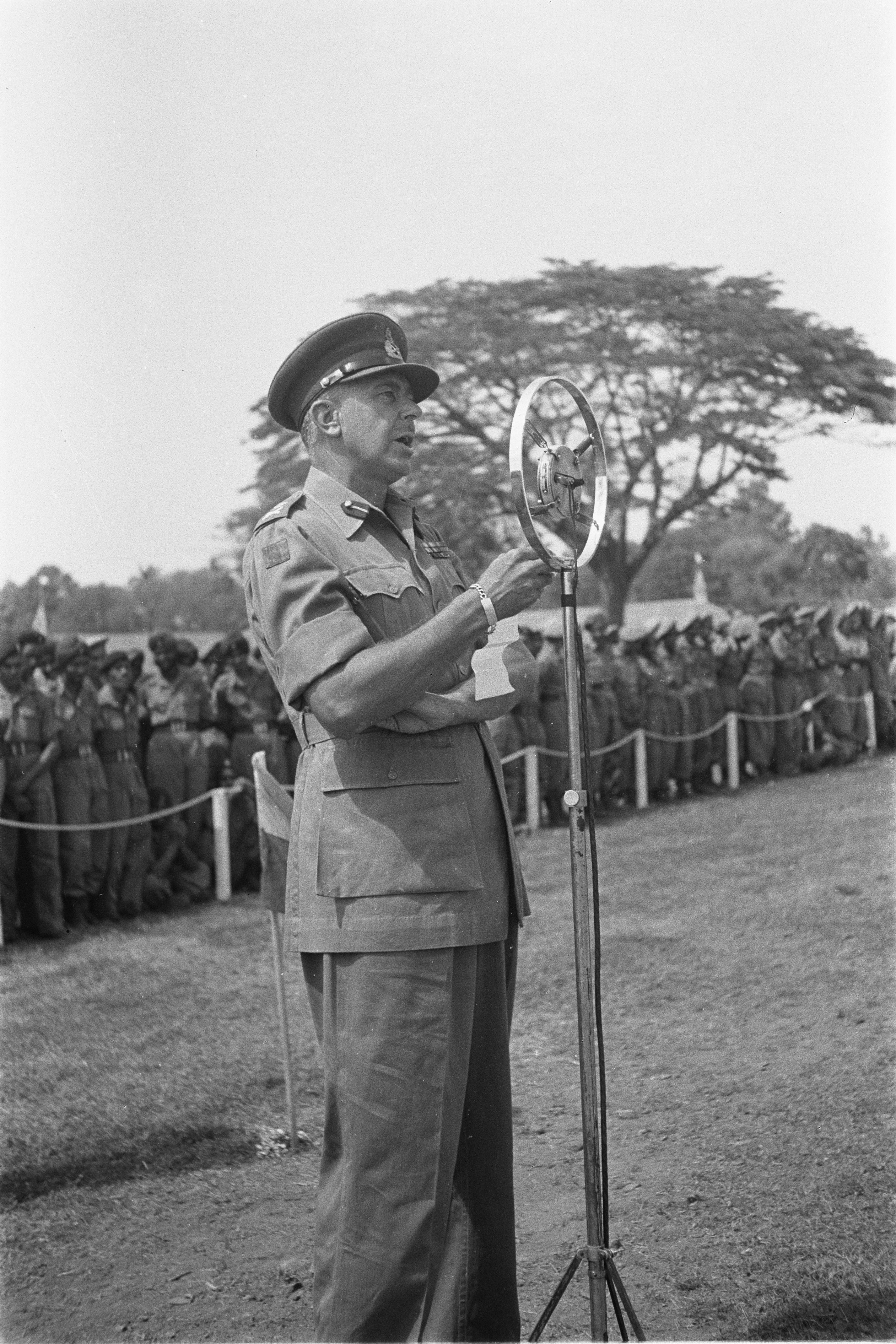
General Robert Mansergh

Sir Eric Carden Robert Mansergh, GCB, KBE, MC (* 12. Mai 1900 in der Kapkolonie; † 8. November 1970) war ein britischer Offizier der British Army, der als General
General zwischen 1953 und 1956 Oberkommandierender der Alliierten NATO-Streitkräfte Nordeuropa AFNORTH (Commander-in-Chief, Allied Forces Northern Europe) sowie von 1956 bis 1959 Oberkommandierender der Landstreitkräfte des Vereinigten Königreichs (Commander-in-Chief of the United Kingdom Land Forces) war. Er fungierte ferner von 1960 bis zu seinem Tode 1970 als Master Gunner, St James’s Park.

## Leben

### Offiziersausbildung und Zweiter Weltkrieg
Eric Carden Robert Mansergh, Sohn von C. L. W. Mansergh, absolvierte nach dem Besuch der Rondebosch Boys’ High School eine Offiziersausbildung an der Royal Military Academy Woolwich (RMAW) und wurde nach deren Abschluss 1920 als Leutnant (Second Lieutenant) in die Royal Field Artillery übernommen. In den folgenden Jahren fand er zahlreiche Verwendungen als Offizier sowie als Stabsoffizier und wurde 1932 mit dem Military Cross (MC) ausgezeichnet. Während des Zweiten Weltkrieges wurde er im Juni 1942 nach Burma versetzt und war bis September 1944 Kommandeur der Artillerietruppe (Commander Royal Artillery) der 5. Division der Indischen Armee (5th Indian Infantry Division) und wurde für seine Verdienste 1942 mit dem Offizierskreuz des militärischen Zweiges des Order of the British Empire (OBE (Mil)) ausgezeichnet. Während dieser Zeit fungierte er zwischen dem 3. und dem 13. September 1944 auch als kommissarischer Kommandeur (Acting General Officer Commanding) der 5. Division der Indischen Armee. Im weiteren Kriegsverlauf war er in Burma vom 5. Januar bis zum 21. Februar 1945 Kommandeur der 11. Ostafrikanischen Infanteriedivision (11th (East Africa) Division) sowie anschließend zwischen dem 22. Februar 1945 und dem 19. April 1946 Kommandeur der 5. Division der Indischen Armee. Er nahm an der Schlacht von Surabaya (27. Oktober bis 20. November 1945) teil und wurde für seine militärischen Verdienste 1946 sowohl Companion des militärischen Zweiges des Order of the Bath (CB (Mil)) als auch Commander des militärischen Zweiges des Order of the British Empire (CBE (Mil)).

### Nachkriegszeit und Aufstieg zum General

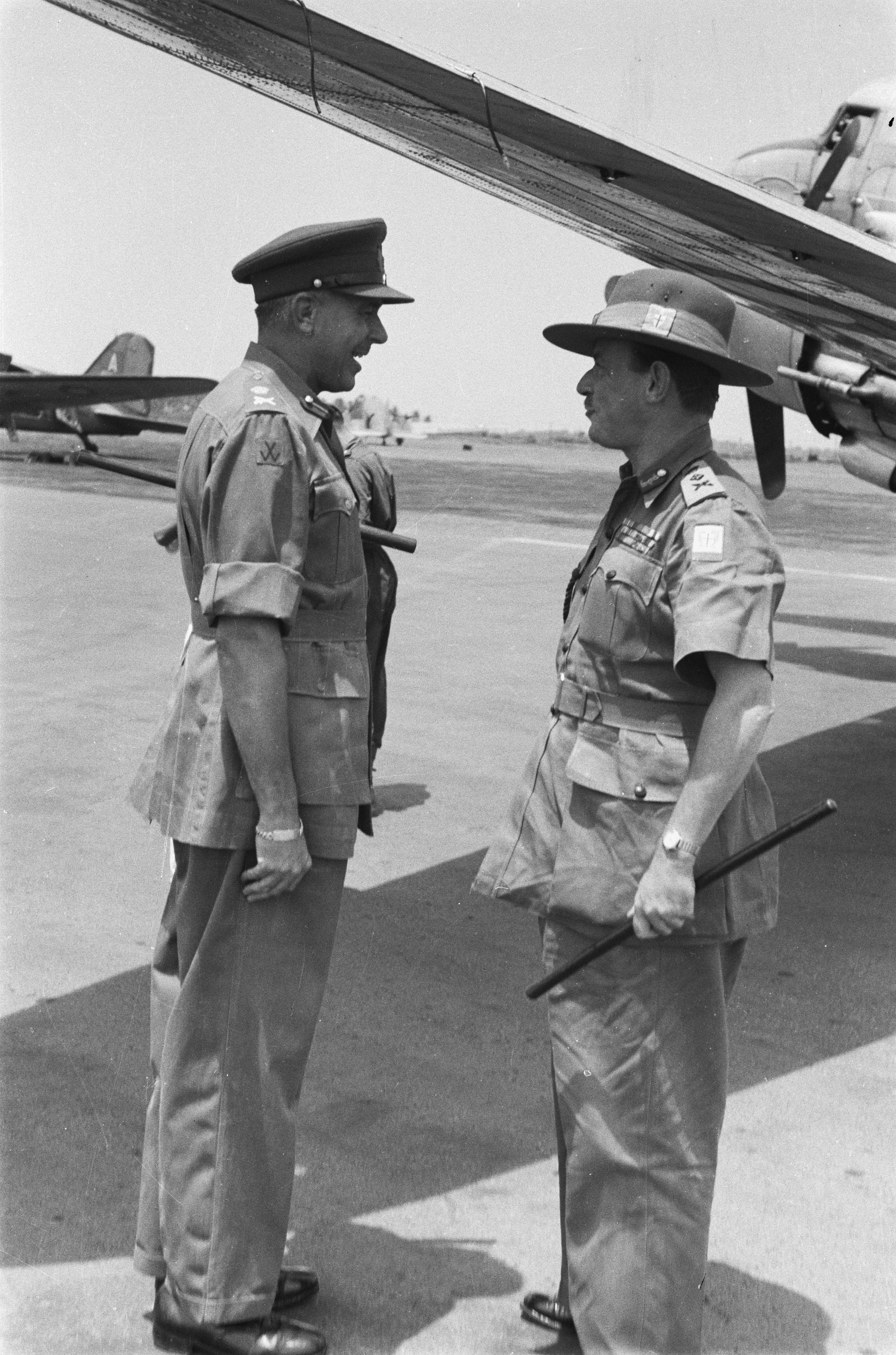
Generalleutnant Mansergh (links) bei der Begrüßung von General Montagu Stopford.

1946 wurde Mansergh nach Niederländisch-Ostindien versetzt und war bis 1947 Kommandierender General des XV. Korps der Indischen Armee (General Officer Commanding, XV Indian Corps). Während dieser Zeit war er zwischen dem 19. April und dem 19. November 1946 auch Oberkommandierender der Alliierten Streitkräfte in Niederländisch-Ostindien. Nach seiner Rückkehr nach Großbritannien wechselte er  im Januar 1947 ins Kriegsministerium und war dort bis April 1948 Leiter der Abteilung Territorialarmee und Kadetten (Director Territorial Army & Cadets, War Office). Am 26. Juni 1947 wurde er zum Knight Commander des militärischen Zweiges des Order of the British Empire (KBE (Mil)) geschlagen und führte seither den Namenszusatz „Sir“. Als Nachfolger von Generalleutnant Sir Charles Keightley übernahm er als Generalleutnant (Lieutenant-General) im April 1948 das Amt als Militärischer Sekretär von Kriegsminister (Secretary of State for War) Emanuel Shinwell und bekleidete dieses bis November 1949, woraufhin Generalleutnant Sir Kenneth McLean ihm nachfolgte.
Im Oktober 1949 übernahm Generalleutnant Sir Robert Mansergh von Generalleutnant Sir Francis Festing den Posten als Oberkommandierender von Hongkong (Commander in Chief Hong Kong) und verblieb dort bis zu seiner Ablösung durch Generalleutnant Sir Geoffrey Charles Evans im Oktober 1951. Zugleich wurde er am 5. September 1959 Oberstkommandant der Königlichen Artillerie (Colonel Commandant, Royal Artillery). Nachdem er zwischen Oktober 1951 und März 1953 stellvertretender Oberkommandierender war, löste er als General am 1. April 1954 Admiral Sir Patrick Brind als Oberkommandierenden der Alliierten NATO-Streitkräfte Nordeuropa AFNORTH (Commander-in-Chief, Allied Forces Northern Europe) ab. Diesen Dienstposten nahm er bis zum 16. Januar 1956 wahr und wurde daraufhin von Generalleutnant Sir Cecil Sugden abgelöst. Am 1. Juni 1953 wurde er auch zum Knight Commander des militärischen Zweiges des Order of the Bath (KCB (Mil)) geschlagen.
Zuletzt war General Sir Robert Mansergh zwischen Januar 1956 und Dezember 1959 Oberkommandierender der Landstreitkräfte des Vereinigten Königreichs (Commander-in-Chief of the United Kingdom Land Forces), ein Posten, der neu geschaffen und danach wieder abgeschafft wurde. Ferner war er zwischen 1954 und 1956 auch Generaladjutant (Aide-de-camp General) von Königin Elisabeth II. und wurde am 31. Mai 1956 zum Knight Grand Cross des militärischen Zweiges des Order of the Bath (GCB (Mil)) erhoben. Nachdem er 1959 aus dem aktiven militärischen Dienst schied, trat er in den Ruhestand. Nach seinem Eintritt in den Ruhestand wurde er 1960 als Nachfolger von General Sir Cameron Nicholson Master Gunner, St James’s Park und war in diesem Ehrenamt bis zu seinem Tode 1970 für die Artillerieverteidigung vom St. James’s Park, Palace of Whitehall und Palace of Westminster zuständig. Sein Nachfolger als Master Gunner wurde daraufhin General Sir Geoffrey Harding Baker.